# 구러우구 (카이펑시)

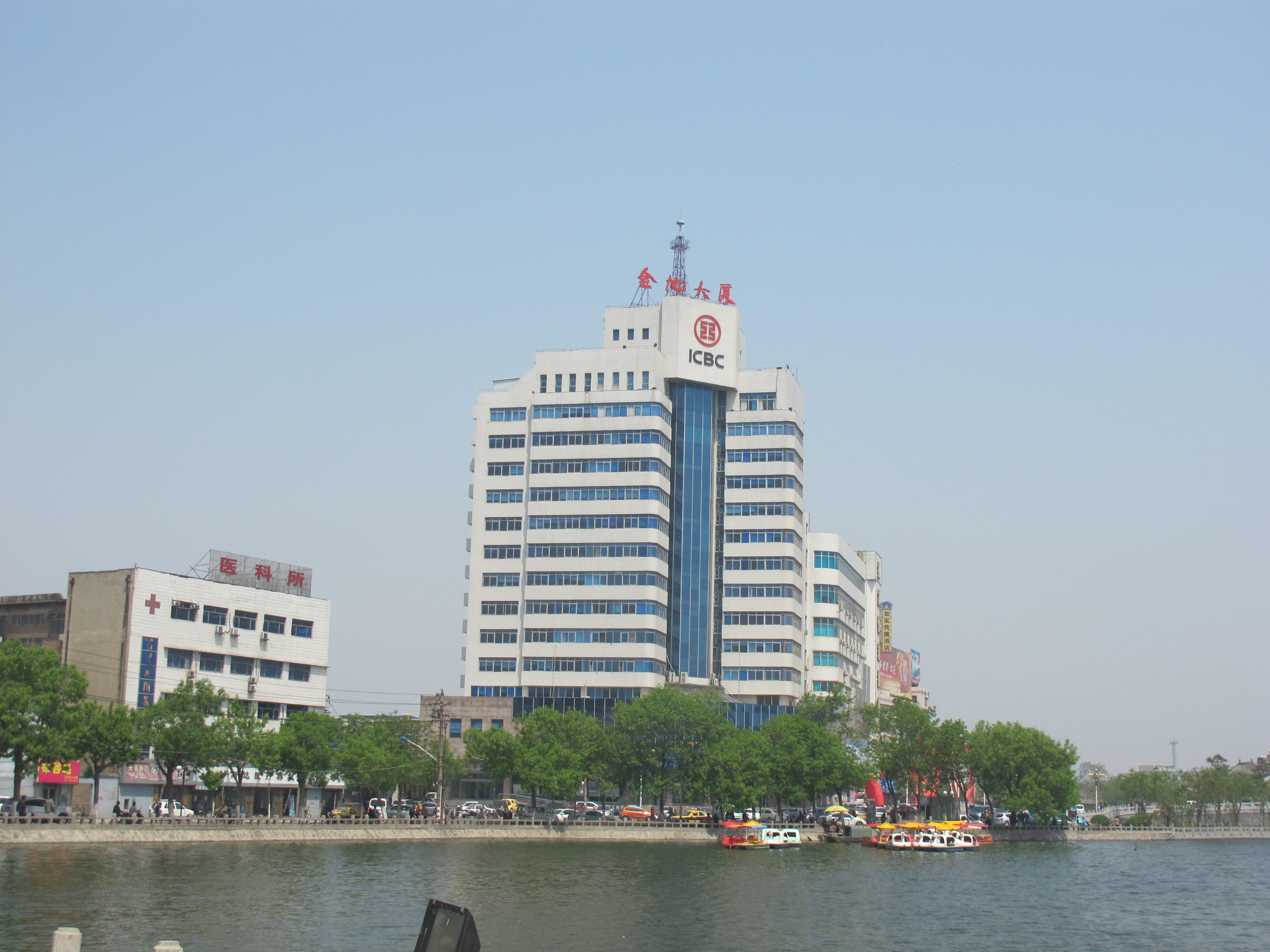

구러우구(한국어: 고루구, 중국어: 鼓楼区, 병음: Gǔlóu Qū)는 중화인민공화국 허난성 카이펑 시의 현급 행정구역이다. 넓이는 58km2이고, 인구는 2007년 기준으로 160,000명이다.

## 행정 구역
8개 가도를 관할한다.
- 가도: 相国寺街道, 新华街道, 卧龙街道, 州桥街道, 西司门街道, 九村街道, 五一街道, 仙人庄街道, 区政府驻相国寺街道.